# کوشوی
کوشوی (به صربی: Koševi) یک منطقهٔ مسکونی در صربستان است که در کروشواتس واقع شده‌است. کوشوی ۳۹۳ نفر جمعیت دارد.